# Приключение Лины в Сочи
«Приключение Лины в Сочи» (1916) — художественный немой фильм режиссёра Евгения Бауэра. Премьера состоялась 10 сентября 1916 года. Фильм сохранился без надписей.

## Сюжет
Сюжет описан в журнале «Сине-фоно» (1917, № 9–10, с. 90), а также в «Проекторе» (1916, № 24, с. 28).
Лине захотелось съездить на курорт. Она симулирует нервное расстройство и уезжает в Сочи. Там её преследует некий граф, от ухаживаний которого она спасается с помощью различных уловок, например, переодеваясь в мужскую одежду. На совете курортных дам принято решение наказать графа. Назначив ему свидание, Лина и её компаньонка, переодевшись в форму стражников, пытаются поймать его и передать в руки правосудия. Однако граф идёт на свидание другим путём, и, миновав «стражников», проникает в спальню Лины. 
Там он встречает неожиданно приехавшего мужа Лины. Муж начинает охоту за ловеласом. Граф был пойман. Ему предложено немедленно покинуть Сочи. На общем совете было решено отправить графа по морю на плавательных пузырях. Он отбывает, сопровождаемый пожеланиями счастливого пути.

## В ролях
| Актёр               | Роль   |
| ------------------- | ------ |
| Лина Бауэр          | Лина   |
| Александр Херувимов | её муж |
| Андрей Громов       | граф   |

## Съёмочная группа
- Режиссёр: Евгений Бауэр
- Оператор: Борис Завелев
- Продюсер: Александр Ханжонков

## Критика
Вскоре после создания фильм был прорецензирован в журналах «Вестник кинематографии» (1916, № 120, с.7), «Сине-фоно» (1917, № 9—10, с.90), «Проектор» (1916, № 18, с. 13). В целом критики отнеслись к картине снисходительно.
В журнале «Проектор» («Проэктор») положительно оценивалась первая часть кинокартины, которая «разыграна в таких живых, легких, весёлых тонах, в стиле изящной буффонады, так прекрасно снята, так удачно дополнена остроумными надписями — что мы могли бы считать её образцовой для данного жанра». В том же журнале также было написано: «К сожалению, дальнейшие три части, изображающие пребывание Лины в Сочи и комическое ухаживание за нею кавказского донжуана, гораздо слабее первой. Здесь есть и растянутость, и грубоватый юмор (эпизод с городовым, переодетым в женское платье), и слабая игра артиста, исполняющего роль донжуана… Но благодаря хорошей фотографии и красивым кавказским пейзажам вся картина смотрится легко, хотя и не оправдывает хороших ожиданий, связанных с первой частью».
Историк дореволюционного кино Вениамин Вишневский назвал картину «растянутым, тяжеловесным фарсом».
Киновед Ромил Соболев написал, что «если посмотреть такие фильмы режиссера Е. Бауэра, как „ Жизнь за жизнь“, „Немые свидетели“ и „Приключения Лины в Сочи“, то можно подумать, что последнюю картину делал какой-то другой режиссёр, не имеющий ни бауэровского вкуса, ни знаний, ни таланта». Он указывал, что «хотя действие происходит на приморском курорте и аппарат следует за героями фильма из гостиницы в парк, на берег моря и даже в море, актёры играют и режиссёр ставит мизансцены таким образом, как будто они связаны коробкой узкой сцены».
Кинокритик Нея Зоркая считала: «Фильмы режиссёра всегда в глубине своей моралистичны. Исключениями служат лишь лёгкие фарсы, неприхотливые истории адюльтера и обмана ревнивых мужей, которые Евгений Бауэр ставил для своей жены, опереточной и эстрадной актрисы Э. В. Бауэр: „2000-я хитрость“, „Лина в Сочи“ и др. (Лина — её экранное имя для фарса, Эмма — для драматических ролей). Эти ленты наименее интересны в наследии режиссёра, как, впрочем, и некоторое количество военно-патриотических агиток, снятых в 1914—1917 годах».